# هيلزأوين وراولي ريغيس (دائرة انتخابية في المملكة المتحدة)
هيلزأوين وراولي ريغيس (بالإنجليزية: Halesowen and Rowley Regis)‏ هي إحدى الدوائر الانتخابية في المملكة المتحدة الممثلة في مجلس العموم في برلمان المملكة المتحدة.
عضو البرلمان الذي يمثلها حالياً هو :Sylvia Heal (DCWM).